# Stefan de Vrij
Stefan de Vrij (Ouderkerk aan den IJssel, Países Bajos, 5 de febrero de 1992) es un futbolista neerlandés que juega de defensa y su equipo es el Inter de Milán de la Serie A. Es internacional absoluto con los Países Bajos desde 2012.

## Trayectoria

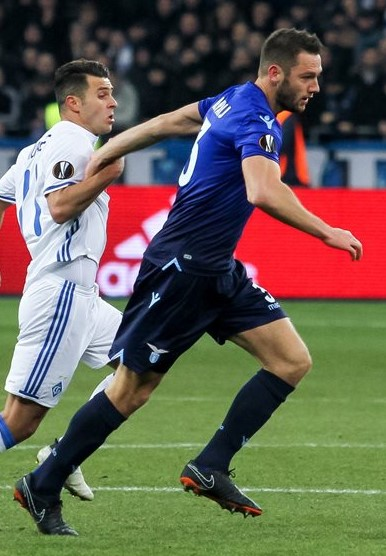
De Vrij jugando la Europa League para la S. S. Lazio

Fichó en 2009 con el Feyenoord de Róterdam tras subir del equipo filial, el 17 de julio de 2009, firmando además su primer contrato profesional con el equipo hasta el verano de 2012. De Vrij hizo su debut oficial el 24 de septiembre de 2009 cuando sustituyó a Leerdam en el minuto 58 de la KNVB Cup en un partido contra Harkemase Boys. El 6 de diciembre de 2009, De Vrij debutó en la Eredivisie contra el FC Groningen en un partido que acabó por 3–1, sustituyendo a Denny Landzaat en el minuto 89 de partido. Durante la temporada 2012–13, De Vrij reemplazó a Ron Vlaar como capitán del equipo. Sin embargo, tras una mala temporada, se le quitó el atributo de capitán a favor de Graziano Pellè y posteriormente al vice-capitán Jordy Clasie después de que se le quitara al primero por problemas disciplinarios.
El 28 de julio la S. S. Lazio hizo oficial su fichaje para las siguientes cinco temporadas por 8,5 millones de euros. Tras cuatro temporadas en el club, en 2018, llegó libre al Inter de Milán, equipo por el que fichó hasta 2023. Una vez llegado a la finalización de su contrato, el 8 de julio de 2023 renovó por dos temporadas más.

## Selección nacional
El 7 de mayo de 2012 formó parte de la lista provisional de los 36 futbolistas de la selección de fútbol de los Países Bajos para jugar la Eurocopa 2012, aunque finalmente Bert van Marwijk no llegó a incluirlo en la lista final. El 15 de agosto de 2012, De Vrij hizo su debut como internacional de la mano de Louis van Gaal en un partido amistoso contra Bélgica.
El 31 de mayo de 2014 fue elegido como uno de los 23 jugadores que disputarían la Copa Mundial de fútbol de 2014 para representar a los Países Bajos bajo las órdenes de Louis van Gaal. Debutó en el torneo anotando un gol en la victoria 5-1 sobre España en el partido inaugural del grupo B.

### Participaciones en Copas del Mundo
| Mundial      | Sede   | Resultado        | Partidos | Goles |
| ------------ | ------ | ---------------- | -------- | ----- |
| Mundial 2014 | Brasil | Tercer puesto    | 7        | 1     |
| Mundial 2022 | Catar  | Cuartos de final | 0        | 0     |

### Participaciones en Eurocopas
| Eurocopa      | Sede     | Resultado        | Partidos | Goles |
| ------------- | -------- | ---------------- | -------- | ----- |
| Eurocopa 2020 | Europa   | Octavos de final | 4        | 0     |
| Eurocopa 2024 | Alemania | Semifinales      | 6        | 1     |

## Estadísticas

### Clubes
Actualizado al último partido disputado el 30 de junio de 2025.
| Club                     | Div.          | Temporada     | Liga  | Liga  | Copas nacionales | Copas nacionales | Copas internacionales | Copas internacionales | Total | Total |
| Club                     | Div.          | Temporada     | Part. | Goles | Part.            | Goles            | Part.                 | Goles                 | Part. | Goles |
| ------------------------ | ------------- | ------------- | ----- | ----- | ---------------- | ---------------- | --------------------- | --------------------- | ----- | ----- |
| Feyenoord · Países Bajos | 1.ª           | 2009-10       | 17    | 1     | 5                | 0                | —                     | —                     | 22    | 1     |
| Feyenoord · Países Bajos | 1.ª           | 2010-11       | 30    | 1     | 1                | 0                | 2                     | 0                     | 33    | 1     |
| Feyenoord · Países Bajos | 1.ª           | 2011-12       | 30    | 1     | 2                | 0                | —                     | —                     | 32    | 1     |
| Feyenoord · Países Bajos | 1.ª           | 2012-13       | 26    | 0     | 3                | 0                | 3                     | 0                     | 32    | 0     |
| Feyenoord · Países Bajos | 1.ª           | 2013-14       | 32    | 4     | 1                | 0                | 2                     | 0                     | 35    | 4     |
| Feyenoord · Países Bajos | Total club    | Total club    | 135   | 7     | 12               | 0                | 7                     | 0                     | 154   | 7     |
| S. S. Lazio · Italia     | 1.ª           | 2014-15       | 30    | 0     | 5                | 1                | —                     | —                     | 35    | 1     |
| S. S. Lazio · Italia     | 1.ª           | 2015-16       | 2     | 0     | 1                | 0                | 2                     | 0                     | 5     | 0     |
| S. S. Lazio · Italia     | 1.ª           | 2016-17       | 27    | 2     | 4                | 0                | —                     | —                     | 31    | 2     |
| S. S. Lazio · Italia     | 1.ª           | 2017-18       | 36    | 6     | 4                | 0                | 7                     | 1                     | 47    | 7     |
| S. S. Lazio · Italia     | Total club    | Total club    | 95    | 8     | 14               | 1                | 9                     | 1                     | 118   | 10    |
| Inter de Milán · Italia  | 1.ª           | 2018-19       | 28    | 2     | 0                | 0                | 8                     | 0                     | 36    | 2     |
| Inter de Milán · Italia  | 1.ª           | 2019-20       | 34    | 4     | 2                | 0                | 10                    | 0                     | 46    | 4     |
| Inter de Milán · Italia  | 1.ª           | 2020-21       | 32    | 1     | 4                | 0                | 6                     | 0                     | 42    | 1     |
| Inter de Milán · Italia  | 1.ª           | 2021-22       | 30    | 0     | 5                | 0                | 6                     | 1                     | 41    | 1     |
| Inter de Milán · Italia  | 1.ª           | 2022-23       | 27    | 1     | 4                | 0                | 7                     | 0                     | 38    | 1     |
| Inter de Milán · Italia  | 1.ª           | 2023-24       | 25    | 1     | 2                | 0                | 6                     | 0                     | 33    | 1     |
| Inter de Milán · Italia  | 1.ª           | 2024-25       | 26    | 3     | 5                | 0                | 12                    | 0                     | 43    | 3     |
| Inter de Milán · Italia  | Total club    | Total club    | 202   | 12    | 22               | 0                | 55                    | 1                     | 279   | 13    |
| Total carrera            | Total carrera | Total carrera | 432   | 27    | 48               | 1                | 71                    | 2                     | 551   | 30    |
| 1. 2.                    |               |               |       |       |                  |                  |                       |                       |       |       |

## Palmarés

### Campeonatos nacionales
| Título              | Club           | País   | Año  |
| ------------------- | -------------- | ------ | ---- |
| Supercopa de Italia | S. S. Lazio    | Italia | 2017 |
| Serie A             | Inter de Milán | Italia | 2021 |
| Supercopa de Italia | Inter de Milán | Italia | 2021 |
| Copa Italia         | Inter de Milán | Italia | 2022 |
| Supercopa de Italia | Inter de Milán | Italia | 2022 |
| Copa Italia         | Inter de Milán | Italia | 2023 |
| Supercopa de Italia | Inter de Milán | Italia | 2023 |
| Serie A             | Inter de Milán | Italia | 2024 |

### Distinciones individuales
| Distinción                   | Año  |
| ---------------------------- | ---- |
| Mejor defensor de la Serie A | 2020 |